# 無得覚通
無得覚通（むとく かくつう、生没年不詳）は、宋代の禅伯。臨済宗松源派2世。

## 生涯
生地、生年および俗姓ともに不詳。松源崇嶽の法を嗣ぎ、廬山開先寺ならびに常州華蔵寺の住持を務めた。法嗣に虚舟普度がいる。没年、没地も知られていない。